# Baileys

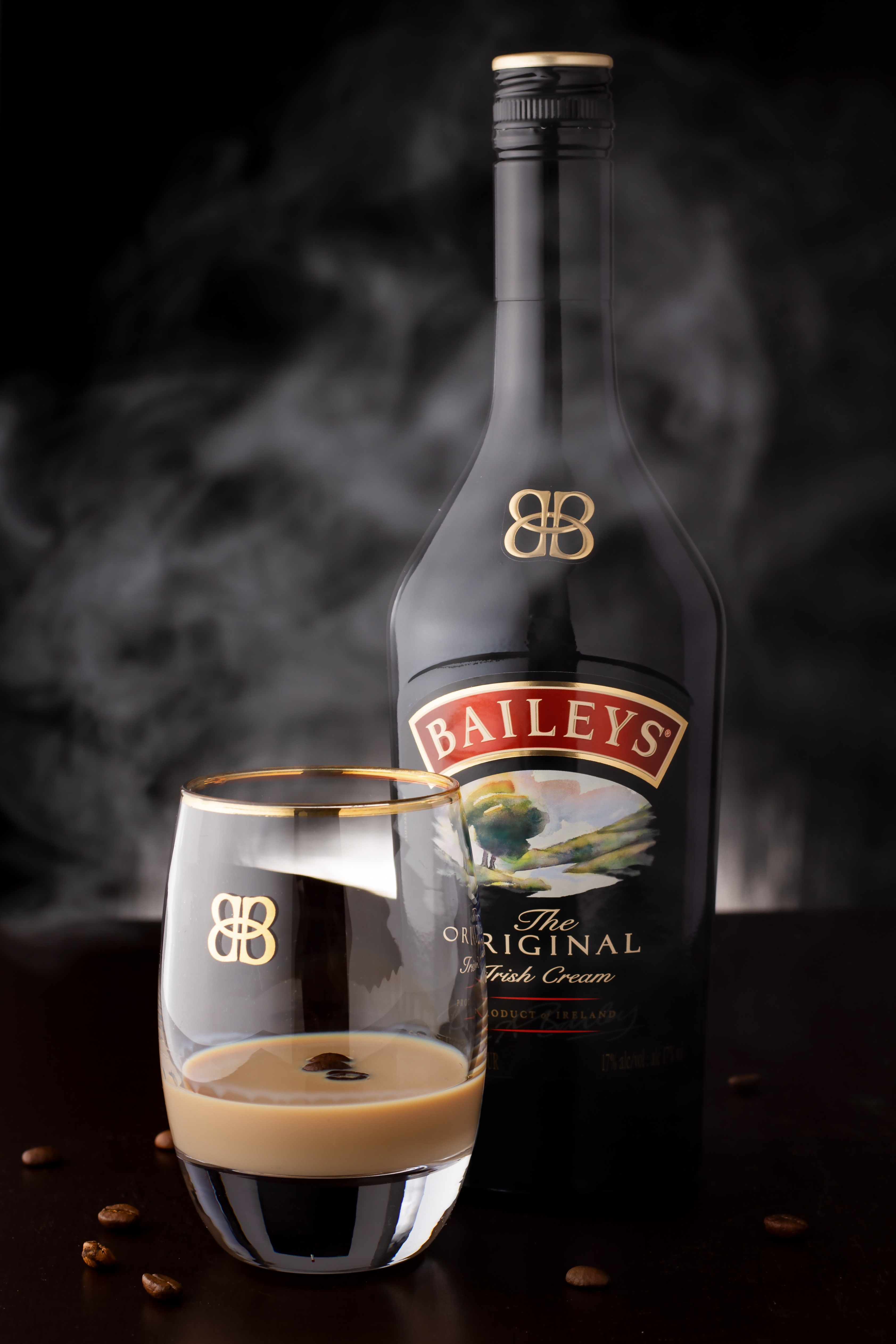
Baileys

Baileys ist die Kurzform für Baileys Original Irish Cream, den Markennamen eines irischen Sahnelikörs aus irischem Whiskey und Rahm mit einem Alkoholgehalt von 17 Vol.-%. Baileys gehört zum Diageo-Konzern.

## Geschichte
Ein vermeintlicher Namensgeber Andrew Bailey der Firma R. A. Bailey existiert trotz vielfacher Behauptungen nicht. Wie die britische Journalistin Alicia Clegg festgestellt hat, ist es eine „Mogelei“ aus Brandinggründen.
Im November 1974 wurde der Whiskeylikör von IDV (Grand Metropolitan) am Markt eingeführt. Die deutsche Markteinführung folgte 1979. Baileys ist für mehr als 50 Prozent aller Spirituosenexporte aus Irland verantwortlich und mit einem Marktanteil von etwa 50 Prozent weltweiter Marktführer unter den Sahnelikören.

## Zutaten
Laut Aussage des Herstellers besteht Baileys zu etwa 50 % aus irischem Rahm. Weiterer Hauptbestandteil ist Alkohol, unter anderem in Form von irischem Whiskey. Dazu kommen Zucker und eine Aromamischung, in deren Mittelpunkt eine eigene Rezeptur eines Schokoladenextrakts steht.
Laut Hersteller werden dem Getränk keine Konservierungsstoffe zugefügt, da der Alkoholanteil die Sahne ausreichend konserviert. Jährlich werden über 275 Millionen Liter Milch, mithin fast fünf Prozent der irischen Milcherzeugung, in der Baileys-Produktion eingesetzt.

## Varianten
2005 ergänzte der Hersteller das Sortiment neben Baileys Original um die Sorten Mint Chocolate und Crème Caramel. Nach deren Erfolg am Markt kam 2008 Coffee dazu. Seit Februar 2011 wurde die Sorte Hazelnut angeboten. Im September 2011 wurde die Sorte Biscotti in England eingeführt. Von Oktober 2012 bis Januar 2013 gab es eine limitierte Sorte Orange Truffle. Diese war nur auf dem Reisemarkt erhältlich, wurde aber Ende 2013 erneut aufgelegt und ist beispielsweise in England regulär im Sortiment. 2013 wurde die Sorte Mint Chocolate eingestellt. Anfang 2023 sind nach Angaben auf der Firmenhomepage, neben einer kalorienreduzierten Originalvariante namens Deliciously Light, die Geschmacksrichtungen Birthday Cake, Chocolat Luxe, Colada, Espresso Crème, Salted Caramel, Strawberries & Cream und Tiramisu im Angebot.

## Adaptionen
Mehrere Firmen bieten in ihrem Sortiment ein Produkt mit Baileysgeschmack an, darunter Nestlé und Unilever (Dublin Mudslide) im Eisbereich sowie Coppenrath & Wiese im Tortensegment.

## Sonstiges
Vor Markteinführung in Deutschland wurde das Getränk im Bad Pyrmonter Tanzlokal Jaegerlatein auf Marktakzeptanz getestet.
Das Produktionsdatum ist indirekt auf allen Flaschen vermerkt. Auf der linken unteren Hälfte der Rückseite befindet sich das vom Hersteller empfohlene Verbrauchsdatum, das zwei Jahre nach der Herstellung liegt. Es besteht aus dem Monat und dem Jahr.
In Deutschland sind auch verschiedene Eissorten unter der Marke Baileys zu erhalten. Die Sorten Chocolate Secret, Coffee Delight und Caramel Sensation werden dabei von der DMK produziert.